# Karl August Fink
Karl August Fink (* 10. Mai 1904 in Konstanz; † 4. April 1983 in Rottweil) war ein deutscher römisch-katholischer Theologe und Kirchenhistoriker.

## Leben
Karl August Fink studierte katholische Theologie und mittelalterliche Geschichte an den Universitäten Freiburg im Breisgau und der Münster. 1928 empfing er in Freiburg die Priesterweihe. Fink war zunächst in der Seelsorge tätig. 1929 wurde er bei Emil Göller (1874–1933) mit einer Arbeit über die Stellung des Konstanzer Bistums zum Päpstlichen Stuhl im Zeitalter des avignonesischen Exils zum Dr. theol. promoviert. Anschließend war er bis 1936 Assistent bei Paul Fridolin Kehr am Preußischen Historischen Institut. Dort bearbeitete er für das Repertorium Germanicum das Pontifikat Martins V. 1935 habilitierte er sich in Freiburg mit einer Schrift über Martin V. und Aragon. Von 1932 bis 1935 war Karl August Fink zudem Vizerektor des Priesterkollegs am Campo Santo Teutonico. In dieser Zeit schloss er Freundschaft mit Hubert Jedin.
1937 wurde er zum außerordentlichen Professor für Kirchengeschichte an der staatlichen Akademie in Braunsberg in Ostpreußen ernannt. Ab 1940 hatte er eine Lehrstuhlvertretung für die Professur für Kirchengeschichte, Patrologie und Christliche Archäologie an der Universität Tübingen inne. Nach Kriegsende wurde er dort zum Ordinarius ernannt. Eines seiner Forschungsinteressen war das Konzil von Konstanz. 1969 wurde er emeritiert.
Sein Bruder war der Philosoph Eugen Fink.

## Schriften (Auswahl)
- Die Stellung des Konstanzer Bistums zum Päpstlichen Stuhl im Zeitalter des avignonesischen Exils. Herder, Freiburg 1931.
- Martin V. und Aragon. Ebering, Berlin 1938.
- Das vatikanische Archiv: Einführung in die Bestände und ihre Erforschung. Regenberg, Rom 1943; 2. vermehrte Auflage 1951.
- Die weltgeschichtliche Bedeutung des Konstanzer Konzils. In: Zeitschrift der Savigny-Stiftung für Rechtsgeschichte. Kanonistische Abteilung. 1965, S. 1–23.
- Reform der Kurie? Eine alte, nie gelöste Frage. In: Kontexte. ISSN 0454-3386, 1966, S. 98–105.
- Papsttum und Kirche im abendländischen Mittelalter. Beck, München 1981, ISBN 3-406-08135-5.
- Chiesa e papato nel medioevo. Il Mulino, Bologna 1987, ISBN 88-15-01481-0.